# Glyn Pardoe
Glyn Pardoe (* 1. Juni 1946 in Winsford, Cheshire West and Chester; † 26. Mai 2020) war ein englischer Fußballspieler. Zumeist als linker Außenverteidiger eingesetzt, war er im Verlauf seiner gesamten Profikarriere ausschließlich bei Manchester City beschäftigt. Dort gewann er 1968 die englische Meisterschaft, 1969 den FA Cup und 1970 gleichsam den Ligapokal und den Europapokal der Pokalsieger. Mit seinem Debüt am 11. April 1962 im Alter von 15 Jahren und 314 Tagen ist er bis heute der jüngste jemals für Manchester City eingesetzte Spieler.

## Sportlicher Werdegang
Als Pardoe im April 1962 noch vor seinem 16. Geburtstag gegen Birmingham City (1:4) seinen Einstand in der Profimannschaft von Manchester City gab, hatte er sich schon in den Jugendmannschaften und der englischen Schülerauswahl einen Namen gemacht. Zu diesem Zeitpunkt war er noch mit einem Ausbildungsvertrag beim Verein ausgestattet und er war auf diversen Positionen einsetzbar. Insgesamt absolvierte er vier Spiele in der Saison 1961/62, wobei er auch den verletzten Mittelstürmer Colin Barlow vertrat. Es folgten sechs Einsätze in der Spielzeit 1962/63, wobei seine Vielseitigkeit dadurch zum Ausdruck kam, dass er vier verschiedene Rückennummern trug (die zu diesem Zeitpunkt noch die Spielpositionen ausdrückten). Nach Unterzeichnung des Profivertrags im Juni 1963 erarbeitete sich Pardoe, dessen Cousin Alan Oakes zuvor schon ein „Citizen“ geworden war, nach dem Erstligaabstieg 1963 mit 21 Startelfnominierungen einen festen Platz im Team. In den beiden letzten Auswärtsspielen der Saison 1963/64 schoss er zudem gegen Huddersfield Town (2:0) und Swansea Town (3:3) die ersten beiden Tore in seiner Profikarriere. Manchester City befand sich zu Beginn der 1960er-Jahre in einer schwierigen Zwischenphase. Nach dem FA-Cup-Sieg 1956 und vor der Ankunft des Trainererfolgsduos Joe Mercer und Malcolm Allison neun Jahre später bildete aber einige junge Spieler den Grundstock zur Erneuerung, zu denen neben Pardoe und Oakes noch Neil Young und Mike Doyle zählten. Pardoe agierte unter dem neuen Trainer George Poyser – wie schon unter seinem Vorgänger Les McDowall – weiter in der Offensive und als Poyser nach einer enttäuschend verlaufenen Saison 1964/65 entlassen wurde, begannen sich die Dinge mit Mercer und Allison in vielerlei Hinsicht zu ändern.
Pardoe begann zwar im zentralen Angriff, aber im Verlauf der Saison 1965/66 wechselte er auf die Position des rechten Außenläufers. Dem Rückzug ins Mittelfeld zum Trotz gelangen ihm neun Ligatreffer, was die größte Ausbeute in Pardoes Karriere sein sollte. Schließlich war er als drittbester Torschütze der Mannschaft hinter Neil Young und Johnny Crossan mitentscheidend dafür, dass der Klub über die Zweitligameisterschaft 1966 in die englische Eliteklasse zurückkehrte. Zu Beginn der Erstligasaison 1966/67 begann Pardoe weiter auf der rechten Halbposition, half dann im September und Oktober 1966 wieder im Sturm aus, bevor ihn Mercer und Allison am 8. Oktober 1966 gegen Tottenham Hotspur (1:2) zum linken Außenverteidiger umfunktionierten. Er bestritt 30 weitere Partien auf dieser Position und mit seiner Zweikampfstärke und gleichsam ruhigen wie unangestrengt wirkenden Spielweise hatte er nun die Rolle gefunden, die ihn zu einem der besten englischen Außenverteidiger seiner Zeit machte – den Weg in die englische A-Nationalmannschaft fand er jedoch nie, wenngleich seine Nominierung für die WM 1970 in Mexiko nur als knapp gescheitert galt. Mit Pardoe als Stammspieler auf der linken Abwehrseite in 41 von 42 Partien gewann Manchester City in der Saison 1967/68 die englische Meisterschaft. Zum Zeitpunkt des Titelgewinns hatte er bereits fast 200 Pflichtspiele für den Verein bestritten und war noch nicht einmal 22 Jahre alt. Im Jahr darauf folgte der Sieg im FA Cup und im Finale gegen Leicester City war er Teil der Defensivformation, die beim 1:0 ohne Gegentor blieb. In der Saison 1969/70 gewann Pardoe sowohl den Ligapokal als auch den Europapokal der Pokalsieger. Dabei war er in beiden Finalpartien gegen West Bromwich Albion und Górnik Zabrze (jeweils 2:1) vertreten. Gegen West Bromwich rückte er ins linke Mittelfeld vor – der im Oktober 1969 verpflichtete Arthur Mann nahm die Außenverteidigerposition hinter ihm ein – und die Begegnung markierte den wohl bekanntesten Moment in seiner Karriere, als er in der Verlängerung das entscheidende Tor zum Endstand schoss.
Pardoe behielt zu Beginn der Saison 1970/71 als Linksverteidiger die Oberhand über seinen Konkurrenten Arthur Mann. Am 12. Dezember 1970 verletzte er sich nach einem Tackling von George Best im Duell gegen den Lokalrivalen Manchester United jedoch schwer. Dabei war die Verletzung so gravierend, dass nicht nur das rechte Schien- und Wadenbein gebrochen, sondern auch eine Arterie verletzt war und zeitweise sogar eine Amputation zur Debatte stand. Knapp zwei Jahre dauerte die Rekonvaleszenz an, bevor er sich im November 1972 zurückmeldete. Mit Willie Donachie hatte sich mittlerweile ein neuer Linksverteidiger bei Manchester City etabliert und so wich Pardoe auf die rechte Seite für Tony Book aus. Insgesamt agierte er sechs Mal in der Spielzeit 1972/73 und ersetzte fortan Book, der seine Spielerkarriere beendete, um Assistenztrainer zu werden. Pardoe war in der Saison 1973/74 noch einmal eine feste Größe im Team, das erneut ins Finale des Ligapokals einzog, das jedoch mit 1:2 gegen die Wolverhampton Wanderers verloren ging. Im Alter von gerade einmal 28 Jahre startete er in die Spielzeit 1974/75. Dabei kam Pardoe auf nur sieben Einsätze und der Platz auf der rechten Abwehrseite wurde nun von Geoff Hammond von Ipswich Town beansprucht. Als hochproblematisch stellte sich eine weitere Verletzung im linken Knie heraus, die wiederum dafür sorgte, dass er in der Saison 1975/76 nur noch in der Reservemannschaft agierte.
Ende April 1976 beendete Pardoe seine aktive Laufbahn, auch um im Trainerbereich eine neue Aufgabe zu finden. Neben Scouting- und Assistenztätigkeiten unter dem neuen Cheftrainer (und ehemaligen Mannschaftskameraden) Tony Book engagierte er sich vor allem für die Reserve- und Jugendauswahl des Klubs. Erst als Peter Reid zu Beginn der 1990er-Jahre weitgehende Änderungen im Verein und Trainerstab vornahm, endete Pardoes Zugehörigkeit zu Manchester City. Später arbeitete er für das BBC-Lokalradio im Rahmen der Berichterstattung von Spielen seines Ex-Klubs und außerhalb des Fußballs für die Barclays-Bank.

## Persönliches
Pardoes Tochter ist mit dem Sohn von Mike Doyle, mit dem er zusammen bei Manchester City spielte, liiert. Deren gemeinsamer Sohn und somit sein Enkel, Tommy Doyle (* 2001), ist ebenfalls Fußballspieler.

## Titel/Auszeichnungen
- Europapokal der Pokalsieger (1): 1970
- Englische Meisterschaft (1): 1968
- Englischer Pokal (1): 1969
- Englischer Ligapokal (1): 1970
- Charity Shield (1): 1968